# Łykawa
Łykawa (biał. Лыкава; ros. Лыково; pol. hist. Łykowo) – wieś na Białorusi, w obwodzie mohylewskim, w rejonie mohylewskim, w sielsowiecie Sidarawiczy, przy drodze magistralnej M8.
Do 1917 położone było w Rosji, w guberni mohylewskiej, w powiecie mohylewskim. Następnie w granicach Związku Sowieckiego. Od 1991 w niepodległej Białorusi.